# Абд аль-Малік I (Саманідський емір)
Абд аль-Малік I (944 — 961) — саманідський правитель Хорасану і Мавераннахру (954–961), наступник свого батька Нуха ібн Hacpa.

## Біографія
Відповідно до пізнього джерела (перекладу Ахмеда аль-Кубаві «Історії Бухари» Наршахі), під час вступу на престол йому було всього лише 10 років. Війна з Буїдами, що була розпочата при Нухі, була завершена при ньому (955–956 рр..) миром, не дуже вигідним для Саманідів. Як показують монети, укладення миру було пов'язано з визнанням халіфу аль-Муті.
В цей час посилився вплив воєначальників тюркської гвардії, в руки яких практично перейшло все управління державою. У палаці еміра великими правами користувався великий хаджиб гвардії Алп-тегін. Його вплив був настільки великий, що без згоди хаджиба емір не міг призначити придворних. Протягом 960-х років точилися війни з Рук аль-Даула з династії Буїдів за Табаристан і Хорасан.
20 листопада 961 року під час гри в джукан (кінне поло) емір впав з коня і розбився на смерть. Після смерті Абд ал-Малика почалися заворушення в Бухарі. Повсталі жителі столиці в 961 році підпалили і розграбували емірський палац.